# L. R. Doty
Die L. R. Doty war ein amerikanisches Frachtschiff, das am 25. Oktober 1898 während eines Sturms auf dem Lake Michigan unterging. Zuletzt wurde sie nördlich von Milwaukee (Wisconsin) gesehen. Dabei kamen alle 17 Besatzungsmitglieder ums Leben. Das Schiff schleppte das Passagierschiff Olive Jeanette, bis das Schleppseil durch die Stärke des Sturms riss und sich beide Schiffe aus den Augen verloren. Es wird vermutet, dass das Schiff überladen war und daher einen hohen Tiefgang hatte.
Am 25. Juni 2010 wurde die L. R. Doty in etwa 91 m Tiefe im Lake Michigan gefunden. Die Getreideladung war immer noch vorhanden.

## Das Schiff
Die L. R. Doty wurde 1893 in West Bay City (Michigan) in der Werft F.W. Wheeler & Co. für die Cuyahoga Transit Company gebaut und trug die Baunummer 97. Sie wurde nach dem Generaldirektor der Cuyahoga Transit Company, Lucius Ramsey Doty, benannt. Die L. R. Doty war fast baugleich mit ihren Schwesterschiffen William F. Sauber, C.F. Bielman, Tampa, Iosco und Uganda. Für den Bau der 89 m langen L. R. Doty wurde das Holz der Weiß-Eiche verwendet. Der Tiefgang betrug 6 m und die maximale Zuladung betrug 2089 Tonnen.
Sie hatte neun Decksluken, einen 12,50 m hohen Vordermast sowie zwei hintere Maste, an die bei Bedarf Segel gesetzt werden konnten. Zur Stabilisierung des hölzernen Rumpfes wurde dieser an den Seiten mit Stahlbögen verstärkt. Im Mai 1893 wurde sie erstmals zu Wasser gelassen.

## Der Sturm

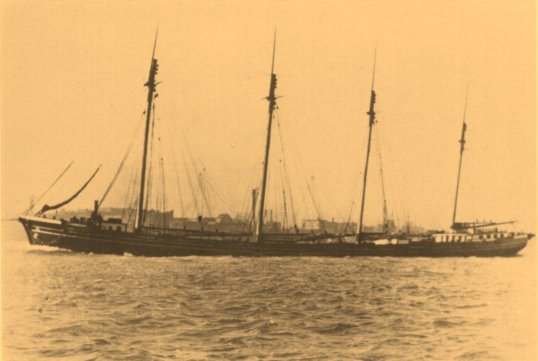
Olive Jeanette (um 1890)

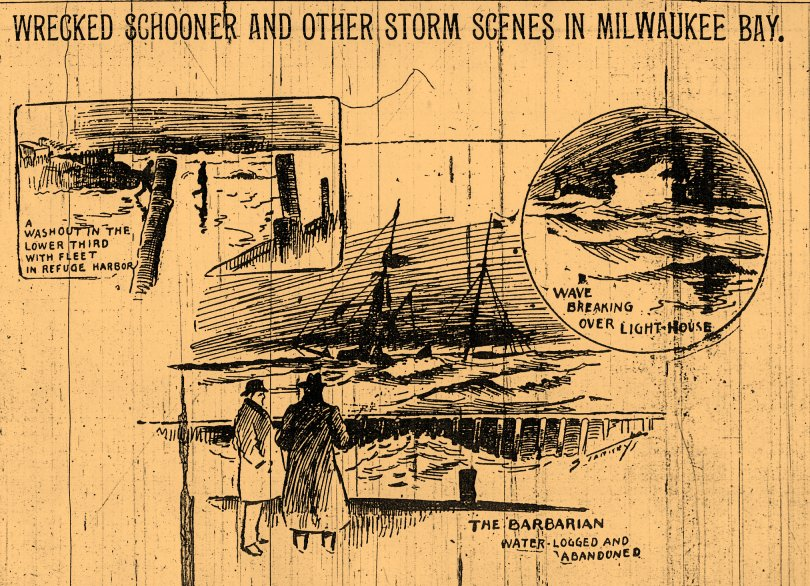
Meldung des Sturms in der „Milwaukee Sentinal“ am 26. Oktober 1898

Zu Zeiten der L. R. Doty gab es noch keinen Wetterradar. Im Herbst gab es den größten Anreiz, um auszulaufen, da vermehrt Kohle für die Wintermonate gebraucht und das geerntete Getreide zur Verarbeitung geliefert werden musste. Die L. R. Doty hatte für ein Schiff ihrer Zeit viele schwere Stürme auf den Großen Seen überstanden, da sie robust gebaut war.
Am 24. Oktober 1898 segelte sie im Süden des Lake Michigan aus Chicago mit einer Ladung von 107.000 Scheffel los. Nachdem das Getreide entladen wurde, sollte die L. R. Doty zusammen mit der Olive Jeanette für eine Lieferung von Eisenerz über Lake Superior in Richtung Cleveland fahren. Die Route sollte sie vom Lake Michigan über die Mackinacstraße zum Lake Huron bringen, wo sie in Midland (Ontario) ihre Fracht entladen würden.
Die beiden Schiffe liefen bei ruhigem Seewetter in Richtung Wisconsin aus. Am 25. Oktober begann die See gegen 13 Uhr (EDT) unruhig zu werden. Ab etwa 16 Uhr erschwerten Schnee und Eisregen die Sicht und die Wellen erreichten eine Höhe von über 6 m. Um 17 Uhr befanden sich die L. R. Doty und die Olive Jeanette nördlich von Milwaukee und hatten den Sturm gut überstanden, dann drehte der Wind und traf von vorn auf den Schleppverband, sodass kurz darauf das Schlepptau riss, mit dem die Olive Jeanette gezogen wurde.
Der Kapitän der Olive Jeanette berichtet, dass die L. R. Doty danach weiter in nördliche Richtung trieb, bis sie sich aus den Augen verloren hatten.
Es gab keine Hinweise auf den Verbleib der L. R. Doty, bis der Schlepper Prodigy am 26. Oktober etwa 40 km vor der Küste Kenoshas an der Wasseroberfläche schwimmende Trümmer fand, darunter ein Lukendeckel und eine Kabinentür, die ähnlich braun angestrichen waren, wie die der L. R. Doty.
Der Sturm im Oktober 1898 war allen Berichten nach einer der schwersten Stürme seit 30 Jahren. Bei Milwaukee wurde der Schoner Barbarian auf einen Wellenbrecher getrieben und zerstört. Auf den Großen Seen sanken bei diesem Sturm eine Vielzahl an Schiffen und die Promenade von Chicago wurde zerstört.

## Ursache
Nachdem das Schlepptau gerissen war und es zwischen den beiden Schiffen keinen Sichtkontakt mehr gab, versuchte die L. R. Doty vermutlich zu wenden, um nach der Olive Jeanette zu suchen. Dabei geriet das Schiff quer zum Wind, der zusammen mit den hohen Wellen auf die volle Breitseite des Schiffs lief und es zum Kentern brachte. Niemand sah die L. R. Doty kentern, was beweist, dass sie innerhalb weniger Sekunden, nachdem sie von der Olive Jeanette getrennt wurde, sank.
Die L. R. Doty wurde mit ihrem Bug in nordwestlicher Richtung gefunden, was darauf hindeutet, dass sie bei dem Versuch, hart backbord zu wenden, kenterte.

## Die Suche
In den folgenden Jahren, nachdem die L. R. Doty verschollen war, verblasste ihre Geschichte zu einer der vielen tausenden zerstörten Schiffe auf den Großen Seen im 19. Jahrhundert. Ende der 1890er glaubte man, das Wrack der L. R. Doty etwa 2 km östlich von Racine gefunden zu haben, es stellte sich dabei jedoch heraus, dass es sich bloß um ein bisher unbekanntes Korallenriff gehandelt hatte.
Mit dem Aufkommen des Tauchsports stieg Anfang der 1960er erneut das Interesse an dem Auffinden der Schiffswracks in den Großen Seen. Zwischen den 1970ern und 1990ern tauchten immer wieder Gerüchte über die Entdeckung der L. R. Doty in flachem Gewässer in der Nähe von Kenosha auf. Dabei handelte es sich jedoch um das Wrack eines modernen Kahns.
Im August 1991 setzte der Fischkutter Butchie B. Fischernetze aus, um Kaulbarsche zu fangen und verhedderte sich an etwas. Der Kapitän funkte ein in der Nähe befindliche Tauchboot mit der Bitte an, die Netze wieder freizulegen. Er befand sich etwa 36 km entfernt vor der Küste Kenoshas und hatte die Netze knapp 90 m tief gelassen. Der Kapitän des Tauchbootes war zwar an dem Standort interessiert, hatte jedoch nicht die Absicht, Taucher dorthin zu bringen, da es in den frühen 1990er Jahren nicht sicher genug war, um nach tiefen Wracks zu tauchen. Das Netz wurde daraufhin vom Schiff getrennt und auf den Grund sinken gelassen.
Im Juni 2010 machte sich eine kleine Forscher- und Tauchergruppe schließlich auf die Suche nach der L. R. Doty. Nach Auswertung der Sonarabtastung stellte sich heraus, dass das Wrack etwa 61 m lang ist. Nachdem am 25. Juni ein Seil an dem Wrack befestigt wurde, begannen die Taucher ihren Tauchgang zu dem Wrack, das schließlich als L. R. Doty identifiziert werden konnte.